# Walter D. McIndoe

Walter D. McIndoe

Walter Duncan McIndoe (* 30. März 1819 in Dunbartonshire, Schottland; † 22. August 1872 in Wausau, Wisconsin) war ein US-amerikanischer Politiker. Zwischen 1863 und 1867 vertrat er den Bundesstaat Wisconsin im US-Repräsentantenhaus.

## Werdegang
Im Jahr 1834 kam Walter McIndoe in die Vereinigten Staaten. Dort arbeitete er zunächst in New York, Charleston und St. Louis, ehe er sich im Jahr 1845 im Wisconsin-Territorium niederließ, wo er im Holzgeschäft tätig wurde. Gleichzeitig begann er eine politische Laufbahn. In den Jahren 1850, 1854 und 1855 wurde er in die Wisconsin State Assembly gewählt und er wurde Mitglied der 1854 gegründeten Republikanischen Partei. 1857 bemühte er sich erfolglos um das Amt des Gouverneurs von Wisconsin. Während des Bürgerkrieges war er Provost Marshal im Staat Wisconsin.
Nach dem Tod des Kongressabgeordneten Luther Hanchett wurde McIndoe bei der fälligen Nachwahl für den zweiten Sitz von Wisconsin als dessen Nachfolger in das US-Repräsentantenhaus in Washington, D.C. gewählt, wo er am 26. Januar 1863 sein neues Mandat antrat. Bis zum 3. März 1863 beendete er die angebrochene Legislaturperiode seines Vorgängers. Da er bei den regulären Kongresswahlen des Jahres 1862 im neugeschaffenen sechsten Bezirk in das US-Repräsentantenhaus gewählt worden war, konnte er am 4. März 1863 eine weitere Amtszeit im Kongress beginnen. Nach einer Wiederwahl im Jahr 1864 verblieb er bis zum 3. März 1867 im Repräsentantenhaus. Seit 1865 war er Vorsitzender des Ausschusses, der sich mit Abfindungen aus der Zeit der Amerikanischen Revolution befasste. Während McIndoes Amtszeit endete 1865 der Bürgerkrieg. Im gleichen Jahr wurde der 13. Verfassungszusatz verabschiedet, durch den die Sklaverei verboten wurde. Seit 1865 war auch die Arbeit des Kongresses durch den Konflikt zwischen der Republikanischen Partei und Präsident Andrew Johnson überschattet.
1866 verzichtete Walter McIndoe auf eine erneute Kandidatur. In den folgenden Jahren arbeitete er wieder im Holzgeschäft. Er starb am 22. August 1872 in Wausau.